# (467089) 2016 EW7
(467089) 2016 EW7 es un asteroide perteneciente al cinturón de asteroides, descubierto el 8 de octubre de 2007 por el equipo Spacewatch desde el Observatorio Nacional de Kitt Peak (Arizona, Estados Unidos).